# Morinda angolensis
Morinda angolensis là một loài thực vật có hoa trong họ Thiến thảo. Loài này được (R.D.Good) F.White mô tả khoa học đầu tiên năm 1962.